# Howard Henry Tooth
Howard Henry Tooth (ur. 1856 w Hove, zm. 1925 w Hadleigh) – brytyjski neurolog, autor jednego z pierwszych opisów choroby znanej dziś jako choroba Charcota-Mariego-Tootha.